# Леру, Пьер
Пьер Анри Леру (фр. Pierre-Henri Leroux; 7 апреля 1797, Берси, Париж — 12 апреля 1871, Париж) — французский философ и политэконом.

## Биография
Его образование было прервано смертью отца, он был вынужден искать работу для поддержки матери и семьи. Сначала работал каменщиком, затем в типографии, где продолжал заниматься самообразованием. Стал журналистом, заинтересовался идеями Сен-Симона, впоследствии в 1824 году основал журнал «Le Globe» — официальное издание сенсимонистов с 1831 года.
Порывает с сен-симонизмом и пытается создать собственную социалистическую систему после прихода к руководству Анфантена. Публикует несколько работ: О равенстве (фр. De l'égalité, 1838), Опровержение эклектизма (фр. Réfutation de l'éclecticisme, 1839), О гуманности (фр. De l'humanité, 1840) и другие. В работе Пьера Леру «Индивидуализм и социализм» (1834) впервые был употреблен термин «социализм».
Затем развивает систему, в которой компонует пифагорейское и буддистское учения с идеями Сен-Симона. В 1841 году совместно с Жорж Санд и Луи Виардо основывает социалистическую газету «Revue indépendante».
В 1846 году получает концессию книгоиздателя, организует и руководит типографией, издает новые журналы и ряд брошюр социалистической тематики. После революции 1848 года избирается в законодательное собрание, основной докладчик от радикальной партии. В 1848 году публикует несколько сочинений, среди которых, Критика Мальтуса (фр. Malthus et les economistes, 1849). Участвует в издании демократического журнала «La République».
В результате установления Второй империи был изгнан из Франции и живёт с семьёй сперва на острове Джерси, где занимается экспериментами в области агрономии и пишет философскую поэму La Grève de Samarez, затем в Лозанне. Благодаря амнистии возвращается на родину в 1869 году, умирает во время событий Парижской коммуны.

## Список произведений

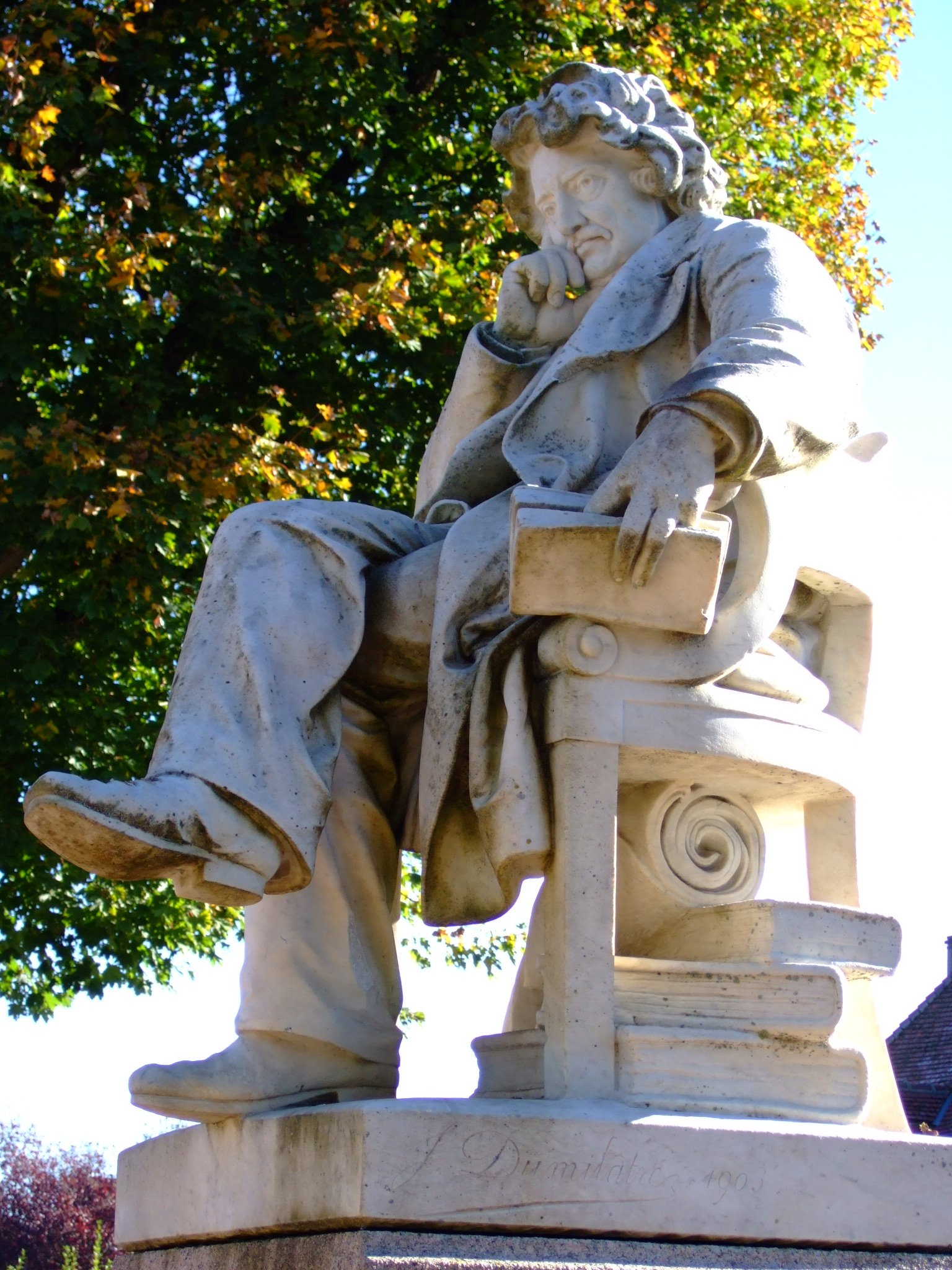
Памятник Пьеру Леру в коммуне Буссак

- Nouveau procédé typographique qui réunit les avantages de l’imprimerie mobile et du stérotypage, Paris, Didot, 1822
- Encyclopédie nouvelle ou Dictionnaire philosophique, scientifique littéraire et industriel, offrant le tableau des connaissances humaines au dix-neuvième siècle par une société de savants et de littérateurs (1834—1841), ouvrage collectif sous la direction de Pierre Leroux et Jean Reynaud. Leroux rédige de nombreuses notices.
- Réfutation de l'éclectisme, où se trouve exposée la vraie définition de la philosophie, et où l’on explique le sens, la suite et l’enchaînement des divers philosophes depuis Descartes, Paris, Gosselin, 1839
- De l’Humanité, de son principe, et de son avenir, où se trouve exposée la vraie définition de la religion et où l’on explique le sens, la suite et l’enchaînement du Mosaïsme et du Christianisme, Paris, Perrotin (1840; 2° édition 1845)
- De la Ploutocratie, ou Du Gouvernement des riches, in La Revue indépendante (1842); 2° édition en un volume, Boussac (imprimerie Pierre Leroux) et Paris (librairie Sandré), 1848.
- D’une religion nationale, ou Du culte, Boussac, imprimerie de P. Leroux, 1846
- Du Christianisme, et de son origine démocratique, Boussac (imprimerie Leroux) et Paris (libraire G. Sandré), 1848
- Projet d’une Constitution démocratique et sociale, Paris, librairie G. Sandré, 1848
- Malthus et les économistes. Ou: Y aura-t-il toujours des pauvres?, Boussac, imprimerie P. Leroux, 1848
- Œuvres de Pierre Leroux (1825—1850), Paris, librairie G. Sandré, 1850—1851, 2 vol.
- La grève de Samarez: poème philosophique, Paris, É. Dentu, 1863, 2 vol.
- Job. Drame en cinq actes, Grasse-Paris, 1866 (extrait de l’ouvrage précédent)